# サウスダコタ州全州選挙区
サウスダコタ州全州選挙区（サウスダコタしゅうぜんしゅうせんきょく、英語: South Dakota's at-large congressional district）は、アメリカ合衆国連邦下院の選挙区。1889年11月2日にサウスダコタ州の成立とともに設置され、1913年3月4日に廃止されたが、1983年1月3日に再設置された。1889年から1913年までは定数2であったが、1983年の再設置以降、定数は1議席となっている。
2021年現在、全米で4番目に面積の大きい選挙区である。

## 概要
1889年11月2日、ダコタ準州から分割され、サウスダコタ州が成立した。サウスダコタ州には下院議員2議席が配分され、定数2の全州選挙区が設置された。1910年の国勢調査で配分される議席が1増加し、３つの選挙区(1区・2区・3区)の創設とともに全州選挙区は廃止された。1980年国勢調査でサウスダコタ州に配分される議席が1となり、1983年に定数1の全州選挙区が再設置され、以後2021年現在まで選挙区は再編成されていない。

### 区域
サウスダコタ州全域

### データ
- 人口(2019年) - 884,659人[1]
- 分布(2010年) - 都市人口： 56.65%/ 農村人口： 43.35%[2]
- 世帯収入の中央値(2019年) - 59,533ドル[1]
- 民族構成 - 白人(87.8%)、ネイティブ・アメリカン/アラスカ先住民(10.1%)[3]

## 大統領選挙の結果
1984年以降、3人の選挙人が配分されている。21世紀に入ってからの大統領選挙は、共和党候補が全て勝利を収めている。以下の表は2000年大統領選挙以降の選挙結果のうち、第３位までを記載したものである。
| 年     | 1位                          |        | 2位                          |        | 3位                          |                |  |
| ------ | ---------------------------- | ------ | ---------------------------- | ------ | ---------------------------- | -------------- |  |
| 2000年 | ジョージ・W・ブッシュ(60.3%) | 共和党 | アル・ゴア(37.6%)            | 民主党 | パット・ブキャナン(1.05%)    | 合衆国改革党   |  |
| 2004年 | ジョージ・W・ブッシュ(59.9%) | 共和党 | ジョン・ケリー (38.4%)       | 民主党 | ラルフ・ネーダー(1.11%)      | 改革党         |  |
| 2008年 | ジョン・マケイン (53.16%)    | 共和党 | バラク・オバマ (44.8%)       | 民主党 | ラルフ・ネーダー(1.12%)      | 無所属         |  |
| 2012年 | ミット・ロムニー (57.6%)     | 共和党 | バラク・オバマ (39.6%)       | 民主党 | ゲーリー・ジョンソン(1.6%)   | リバタリアン党 |  |
| 2016年 | ドナルド・トランプ (61.5%)   | 共和党 | ヒラリー・クリントン (31.7%) | 民主党 | ゲーリー・ジョンソン(5.6%)   | リバタリアン党 |  |
| 2020年 | ドナルド・トランプ (61.8%)   | 共和党 | ジョー・バイデン (35.6%)     | 民主党 | ジョー・ジョーゲンセン(2.6%) | リバタリアン党 |  |